# (22644) Matejbel
(22644) Matejbel est un astéroïde de la ceinture principale.

## Description
(22644) Matejbel est un astéroïde de la ceinture principale. Il fut découvert le 27 juillet 1998 à l'Observatoire d'Ondřejov par Petr Pravec et Ulrika Babiaková. Il présente une orbite caractérisée par un demi-grand axe de 3,14 UA, une excentricité de 0,13 et une inclinaison de 10,2° par rapport à l'écliptique.

## Compléments